# Торнтон, Джанет
Дама Джанет Торнтон (англ. Janet Thornton; род. 23 мая 1949, Великобритания) — британский биоинформатик и структурный биолог, профессор, специализирующаяся на изучении белков. Почётный директор European Bioinformatics Institute (возглавляла его в 2001—2015 г.), член Лондонского королевского общества (1999) и АМН Великобритании (2014), иностранный член Национальной АН США (2003).
Степень доктора философии получила в National Institute for Medical Research. Постдокторантуру оканчивала в Оксфорде. Затем сотрудничала с  Биркбекским колледжем, частью Университетского колледжа Лондона, став его почетным членом в 2006 году. Сыграла ключевую роль в развитии проекта ELIXIR, координировала его на начальном этапе (2006—2013 гг.). Специальный Член Колледжа Черчилля с 2002 года. С 2015 года (мандат до 31.12.2018 г.) входит в научный совет Европейского исследовательского совета (ERC). Член Европейской академии (2014) и EMBO, фелло Международного общества вычислительной биологии (2009). Отмечена Hans Neurath Award (2000), ISCB Senior Scientist Award (2005) и Dorothy Crowfoot Hodgkin Award от Protein Society (2009). Почётный доктор Копенгагенского университета (2016). Дама-командор ордена Британской империи (2012, CBE 2000). Опубликовала более 500 научных работ.